# Ключева (Тяжинський округ)
Ключева́ (рос. Ключевая) — присілок у складі Тяжинського округу Кемеровської області, Росія.

## Населення
Населення — 89 осіб (2010; 123 у 2002).
Національний склад (станом на 2002 рік):
- росіяни — 98 %